# Braunwangenscharbe
Die Braunwangenscharbe (Phalacrocorax fuscicollis) ist eine Vogelart aus der Familie der Kormorane (Phalacrocoracidae) und gehört hier zur Gattung Phalacrocorax.

## Verbreitung und Lebensraum
Braunwangenscharben sind in Pakistan, Indien, Sri Lanka und auf der indochinesischen Halbinsel verbreitet, wo sie Küsten ebenso wie alle Arten von Binnengewässern bewohnen. Dabei ist die Art sehr anpassungsfähig, lediglich Gebirgsseen und Flüsse des Himalaya werden nicht besiedelt.

## Aussehen
Mit einer maximalen Körperlänge von etwa 63 cm und einem Gewicht von maximal 790 g gehört die Braunwangenscharbe zu den kleinsten Vertretern der Kormorane. Die Kehlhaut dieser Art ist dunkel gelb gefärbt, kann jedoch auch schmutzig olivgrün erscheinen. Rücken und Schwingen sind bronzefarben braun befiedert, der Bauch ist dunkler, oftmals fast schwarz erscheinend. Außerhalb der Brutsaison zeigt die Art ein brauneres Ruhegefieder. Die Kehle ist bei den meisten Individuen weiß gefärbt. Die Iris ist leuchtend grün. Ein Geschlechtsdimorphismus besteht nicht, Jungvögel sind bis auf den schmutzig weißen Bauch kräftig braun befiedert.

## Brutverhalten
Eine einheitliche Brutsaison besteht nicht, abhängig vom Gebiet, dem Monsun und dem Vorhandensein von Nahrung beginnt das Brutgeschäft zu unterschiedlichen Zeiten. Die meisten Bruten finden in der zweiten Jahreshälfte zwischen August und Dezember statt. Die Art brütet in Kolonien, in der Regel zusammen mit Reihern, Löfflern, anderen Kormoranen sowie diversen anderen Vögeln. Das vor allem aus kleinen Ästchen und trockenem Gras bestehende Nest wird mit Vorliebe auf Ästen direkt über dem Wasser gebaut. Ein Gelege besteht aus 3 bis 6 Eiern, aus denen zunächst gänzlich nackte Jungvögel schlüpfen, welche ein dunkelbraunes Flaumgefieder entwickeln.

## Nahrung
Fisch ist die Hauptnahrung der Braunwangenscharbe. Wie alle Kormorane taucht die Art gut und fängt ihre Nahrung, indem sie Fische unter Wasser verfolgt und fängt. Die Jagd wird häufig in Gruppen ausgeführt, wobei mehrere Individuen in einer Reihe auf dem Wasser schwimmen und so die Beutefische vor sich hertreiben.